# In utroque jura
La locució in utroque jura  (o in utroque iure) s'aplica a normes, lleis, doctorats, etc. que són recollides «en un i l'altre drets», és a dir en el dret canònic i en el dret civil. Aquesta distinció era freqüent a l'Edat Mitjana a Alemanya i ho ha continuat sent en la jerarquia de l'Església catòlica. El 1902, el president americà Grover Cleveland se li va atorgar a títol honorífic pel col·legi augustinià de Saint-Thomas.
L'expressió in utroque jura pot també dir-se utriusque iuris (utriusque juris ) o iuris utriusque (juris utriusque ). Aquesta denominació s'escriu abreujada de diverses maneres quan és acompanyada de la paraula doctor : JUD, IUD, DUJ, JUDr, DUI, DJU, Dr. iur, DIU, UJD o UID. Entre els eclesiàstics titulars del doble doctorat, molts han obtingut el seu diploma a la Pontificia Università Lateranense.

## Personalitats titulars del doctoratin utroque jura
- Papes : Lleó XIII, Pius IV, Pius VI, Pius XII.
- Diversos : Sebastian Brant, Luigi Dadaglio, Domenico Ferrata, Enrico Gasparri, Pietro Gasparri, Józef Glemp, Salvatore Pappalardo, Raimon de Penyafort, Luigi Poggi, Mario Francesco Pompedda, Pietro Respighi, Eugène Sol, William Stubbs, Serafino Vannutelli, Alessandro Verde, Joan Baptista Vives i Marjà, Guillaume-Hugues d'Estaing.